# Wiss-Wiss
Wiss-Wiss (ou Wis Wis) est un village du Sénégal situé dans le département de Linguère et la région de Louga.
Lors du dernier recensement, la localité comptait 188 personnes et 18 ménages.
L'homme politique Daouda Sow est né à Wiss-Wiss.